# 北海道夕張高等養護学校
北海道夕張高等養護学校（ほっかいどう ゆうばりこうとうようごがっこう）は、北海道夕張市にある道立特別支援学校である。2025年現在、3学級8名の生徒が在学している。

## 基本情報
- 高等部普通科（定員）
  - 普通学級 1学級（8名）
  - 重複障害学級 1学級（3名）[2]

## 沿革
- 2000年（平成12年）10月1日 夕張市民会館21号室に開校準備事務室を設置
- 2001年（平成13年）4月16日 第1回入学式挙行（6名）、PTA設立総会開催
- 2001年（平成13年）6月2日 開校式挙行
- 2002年（平成14年）4月8日 第2回入学式挙行（9名）
- 2002年（平成14年）9月28日 学校祭
- 2003年（平成15年）4月8日 第3回入学式挙行（7名）
- 2003年（平成15年）9月20日 学校祭
- 2004年（平成16年）3月24日 第1回卒業証書授与式挙行（4名）
- 2004年（平成16年）4月8日 第4回入学式挙行（4名）
- 2004年（平成16年）9月17日 学校祭
- 2005年（平成17年）3月24日 第2回卒業証書授与式挙行（7名）
- 2005年（平成17年）4月8日 第5回入学式挙行（8名）
- 2005年（平成17年）9月17日 学校祭
- 2006年（平成18年）3月24日 第3回卒業証書授与式挙行（7名）
- 2006年（平成18年）4月10日 第6回入学式挙行（8名）
- 2006年（平成18年）11月3日 学校祭
- 2007年（平成19年）3月23日 第4回卒業証書授与式挙行（3名）
- 2007年（平成19年）4月9日 第7回入学式挙行（6名）
- 2007年（平成19年）11月10日 学校祭
- 2008年（平成20年）3月22日 第5回卒業証書授与式挙行（8名）
- 2008年（平成20年）4月8日 第8回入学式挙行（3名）
- 2008年（平成20年）11月1日 学校祭
- 2009年（平成21年）3月24日 第6回卒業証書授与式挙行（8名）
- 2009年（平成21年）4月8日 第9回入学式挙行（6名）
- 2009年（平成21年）10月31日 学校祭
- 2010年（平成22年）3月24日 第7回卒業証書授与式挙行（6名）
- 2010年（平成22年）4月8日 第10回入学式挙行（9名）
- 2010年（平成22年）10月30日 学校祭
- 2011年（平成23年）3月24日 第8回卒業証書授与式挙行（4名）
- 2011年（平成23年）4月8日 第11回入学式挙行（6名）
- 2011年（平成23年）10月29日 学校祭
- 2012年（平成24年）3月23日 第9回卒業証書授与式挙行（6名）
- 2012年（平成24年）4月8日 第12回入学式挙行（7名）
- 2012年（平成24年）11月10日 学校祭
- 2013年（平成25年）3月15日 第10回卒業証書授与式挙行（9名）
- 2013年（平成25年）4月9日 第13回入学式挙行（5名）
- 2013年（平成25年）11月9日 学校祭
- 2014年（平成26年）3月14日 第11回卒業証書授与式挙行（6名）
- 2014年（平成26年）4月9日 第14回入学式挙行（6名）
- 2014年（平成26年）11月8日 学校祭
- 2015年（平成27年）3月13日 第12回卒業証書授与式挙行（5名）
- 2015年（平成27年）4月9日 第15回入学式挙行（2名）
- 2015年（平成27年）11月7日 学校祭
- 2016年（平成28年）3月11日 第13回卒業証書授与式挙行（5名）
- 2016年（平成28年）4月11日 第16回入学式挙行（9名）
- 2016年（平成28年）11月12日 学校祭
- 2017年（平成29年）3月10日 第14回卒業証書授与式挙行（6名）
- 2017年（平成29年）4月11日 第17回入学式挙行（8名）
- 2017年（平成29年）11月11日 学校祭
- 2018年（平成30年）3月9日 第15回卒業証書授与式挙行（1名）
- 2018年（平成30年）4月10日 第18回入学式挙行（7名）
- 2018年（平成30年）11月10日 学校祭
- 2019年（平成31年・令和元年）3月8日 第16回卒業証書授与式挙行（8名）
- 2019年（平成31年・令和元年）4月9日 第19回入学式挙行（4名）
- 2019年（令和元年）11月9日 学校祭
- 2020年（令和2年）3月13日 第17回卒業証書授与式挙行（7名）
- 2020年（令和2年）4月9日 第20回入学式挙行（4名）
- 2020年（令和2年）10月31日 学校祭
- 2021年（令和3年）3月12日 第18回卒業証書授与式挙行（7名）
- 2021年（令和3年）4月9日 第21回入学式挙行（4名）
- 2021年（令和3年）10月30日 学校祭
- 2022年（令和4年）3月11日 第19回卒業証書授与式挙行（4名）
- 2022年（令和4年）4月11日 第22回入学式挙行（1名）
- 2022年（令和4年）10月29日 学校祭
- 2023年（令和5年）3月10日 第20回卒業証書授与式挙行（4名）
- 2023年（令和5年）10月28日 学校祭
- 2024年（令和6年）3月8日 第21回卒業証書授与式挙行（4名）